# Eusphecia
Eusphecia is een geslacht van vlinders uit de familie wespvlinders (Sesiidae), onderfamilie Sesiinae.
Eusphecia is voor het eerst wetenschappelijk beschreven door Le Cerf in 1937. De typesoort is Sesia pimplaeformis.

## Soorten
Eusphecia omvat de volgende soorten:
- Eusphecia melanocephala (Dalman, 1816)
- Eusphecia pimplaeformis (Oberthür, 1872)